# Lars Troell

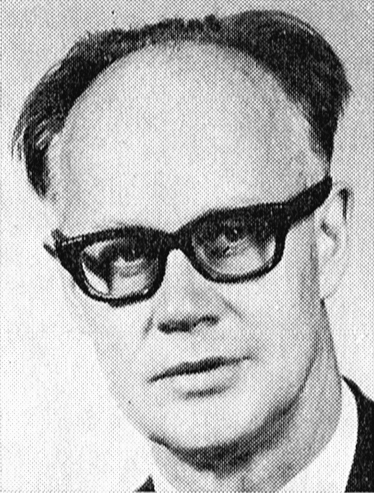
Lars Troell

Lars Troell, född 21 april 1916 i Stockholm, död 20 april 1998, var en svensk läkare. Han var son till Abraham Troell.
Troell blev medicine licentiat 1941, medicine doktor 1947 och docent i kirurgi vid Karolinska institutet 1951. Han var underläkare vid kirurgiska kliniken på Karolinska sjukhuset 1941–56, blev marinläkare av andra graden 1944, av första graden 1946, förste marinläkare 1953, var marinöverläkare och chef för Marinläkarkåren 1956–69, marinstabsläkare 1969–71, försvarsöverläkare på medicinalkårexpeditionen vid Försvarets sjukvårdsstyrelse 1971–76, chefsläkare vid Statens personalnämnd 1976–79 och överläkare vid Statens arbetsmarknadsnämnd 1979–81.
Troell författade doktorsavhandlingen Inhalational Therapy of Experimentally Provoked lleus (1947) samt arbeten rör allmän kirurgi, brännskador och försvarsmedicin. Han invaldes som ledamot av Örlogsmannasällskapet 1956 och av Krigsvetenskapsakademien 1959.